# ريوهي كامو
ريوهي كامو (باليابانية: 加門 亮兵) (22 سبتمبر 1986 في أوساكا في اليابان – )؛ هو لاعب كرة قدم كان يلعب كلاعب وسط.

## وصلات خارجية
- ريوهي كامو على موقع Soccerway.com (الإنجليزية)